# Theodor Pösche
Theodor Friedrich Wilhelm Pösche (* 23. März 1825 in Zöschen; † 27. Dezember 1899 in Washington, D.C.) war ein deutscher Autor, Statistiker und Geograph.

## Leben
Pösche wurde als ältester Sohn von acht Kindern des Lehrers Johann Gottlob Pösche und seiner Ehefrau Caroline Friederike Luise Pösche, geborene Zöllner geboren. 1839 verstarb sein Vater. Zu Ostern 1844 nahm er an der Universität Halle ein Studium der Theologie auf. Eine erste Veröffentlichung Die protestantischen Freunde und ihre Gegner erfolgte 1845 beim Oschersleber Verleger Häniche. Pösche sprach sich für einen Rationalismus im Sinne der Lichtfreunde aus.
Theodor Pösche engagierte sich politisch und trat für Demokratie und eine republikanische Staatsform ein. Von der Idee des Kommunismus distanzierte er sich. 1845 gehörte er zu den Gründern der Burschenschaft AHB! Rhenania-Salingia. Er war Gründungsmitglied des im April 1847 in Halle (Saale) gegründeten Demokratischen Volksvereins. Er betätigte sich als Mitarbeiter der Halleschen Demokratischen Zeitung. Für die Zeitung berichtete er vom Berliner Demokratenkongress.
Am 15. November 1848 gründete sich in Halle ein 25-köpfiger Sicherheitsausschuss, der für die Einhaltung der Bürgerrechte eintrat. Am 19. November 1848 kam es auf dem Marktplatz der Stadt zu einer Demonstration. Auf Befehl der Stadt umstellte die städtische Bürgerwehr den Platz. Die Demonstrationsteilnehmer wurden gegen 11.00 Uhr aufgefordert, die Versammlung aufzulösen, was sie jedoch verweigerten. Es folgten zum Teil gewalttätige Auseinandersetzungen, wobei Menschen verletzt wurden. Im Anschluss bemühten sich die Behörden, die sogenannten Rädelsführer zu ergreifen, wobei man insbesondere auch Pöschel suchte. Es gelang ihm jedoch, in der Menschenmasse unterzutauchen. Im Halleschen Courier erschien drei Tage später ein Steckbrief Pösches. Später wurde Pösche in Abwesenheit zu 16 Jahren Festungshaft verurteilt. Er setzte sich ab und lebte zumindest bis 1850 bei einem Vetter in Gießen. Er emigrierte dann wohl nach England und letztlich in die USA.
1852 lebte er in Philadelphia. Hier heiratete er Emma Pelz (1827–1911), Tochter von Eduard Pelz und Henriette Pelz, und lebte unweit des Rathauses der Stadt. Er war Vater von vier Kindern. Pösche engagierte sich auch weiterhin politisch und gehörte der American Revolutionary League for Europe an. Gemeinsam mit deren Sprecher Karl Goepp veröffentlichte er das Buch The New Rome; or, The United States of the World. Pösche vertrat die Auffassung, dass die USA als Kern einer Weltrepublik zu sehen sei, der sich Staaten nach Erlangung ihrer Freiheit jeweils anschließen sollten. Die englische Sprache sei, nichts ist so sicher, auf dem Weg zur zukünftigen Weltsprache. Auch sprach er sich für die Abschaffung der Sklaverei aus. Pösche und Goepp vertraten auch die Auffassung, dass bei einer Vermischung der Rassen die weiße Hautfarbe die schwarze der Afroamerikaner verdrängen würde.
Der Philosoph Karl Marx nimmt in einem Schreiben an Adolf Cluß vom 15. September 1853 zu Pösche ablehnend Stellung: Ich denke, es ist Zeit, daß ihr in der Polemik einen neuen Start nehmt und diesen abgeschmackten Göpp-Pösche, welche die materielle Auffassung erfunden haben, während ihr Materialismus der des Alletagsbürger ist, das Zeug flickt.
In den 1850er Jahren gründete er in St. Louis eine Privatschule, die sich zu einer höheren Lehranstalt entwickelte.
Aufsehen erregte eine von ihm 1853 vorgestellte Konstruktion eines Flugboots.
1856 erhielt er die US-amerikanische Staatsbürgerschaft. Er zog nach Washington D.C. und arbeitete als Angestellter im Inlandsteuerbüro.
In den USA galt er als Experte für Geographie und Statistik. Nachdem die USA 1867 von Russland Alaska erworben hatte, wurde Pösche im Zuge der Kartierung des Gebiets als Übersetzer deutschsprachiger Texte beschäftigt. Freundschaftlich verbunden war Pösche dem in Gotha lebenden August Petermann. Für dessen Stielerschen Atlas lieferte Pösche große Teile der Karten. Auf Spitzbergen wurde ein Berg als Pösche-Berg nach Theodor Pösche benannt.
Pösche verfasste viele geographische und anthropologische Aufsätze. In seinem 1878 erschienenen Werk über die Arier befasste er sich mit deren Herkunft und vermutete den Ursprung in den Pripjetsümpfen am Dnepr. In dieser Region sah er eine Neigung von Organismen zum Albinismus. Er postulierte dort einen kulturellen Siegeszug der Arier und sah bei ihnen die politische Weltherrschaft. Zu den zeitgenössischen Lesern des Buches gehörte Friedrich Nietzsche. Später wurde diese Argumentation auch von den Nationalsozialisten genutzt.
In den 1870er Jahren beriet Pösche im Auftrag der US-Regierung den deutschen Reichskanzler Bismarck hinsichtlich der Einführung eines Tabakmonopols und war über mehrere Wochen Tischgast des Kanzlers.

## Schriften
- The New Rome; or, the United States of the world (mit Charles Goepp). Putnam, New York 1853 (Digitalisat).
- Die Arier. Ein Beitrag zur historischen Anthropologie. Costenoble, Jena 1878 (Digitalisat).